# Досудебная санация
Досудебная санация — меры по восстановлению платежеспособности должника, принимаемая собственником имущества должника — унитарного предприятия, учредителями должника, кредиторами должника и иными лицами в целях предупреждения банкротства. Меры, направленные на восстановление платежеспособности должника, могут быть приняты кредиторами или иными лицами на основании соглашения с должником.

## Определение
Согласно статье 31 Федерального закона от 26.10.2002 № 127-ФЗ «О несостоятельности (банкротстве)» санация — это финансовая помощь учредителями должника, собственником имущества должника — унитарного предприятия, кредиторами и иными лицами в рамках мер по предупреждению банкротства должнику в размере, достаточном для погашения денежных обязательств, требований о выплате выходных пособий и (или) об оплате труда лиц, работающих или работавших по трудовому договору, и обязательных платежей и восстановления платёжеспособности должника (санация). Предоставление финансовой помощи может сопровождаться принятием на себя должником или иными лицами обязательств в пользу лиц, предоставивших финансовую помощь.
Законодательно не регламентируются порядок процедуры досудебной санации. Фактически досудебная санация — это меры, осуществляемые в рамках антикризисного управления, то есть управления, направленного на вывод предприятия из кризисного состояния и на предотвращение появления такого состояния.